# Ahmad Rasmi
Ahmad Resmi (Réthimno, en turc Resmo, 1700 - Istanbul, 31 d'agost de 1783) fou un historiador i home d'estat otomà.
Nascut a Creta i d'origen grec, va ocupar diversos càrrecs i a partir de 1757 tingué al seu càrrec importants delegacions diplomàtiques i fou ambaixador a Prússia. Va escriure un relat de la seva missió diplomàtica a Viena i a Berlín i un tractat de la guerra russoturca i el tractat de Küçük Kaynarca (1769 a 1774) titulat Khulaset ül-itibar, i les biografies de 64 alts càrrecs a Hadikat ül-ruesa. La vida dels eunucs i l'harem fou exposada a Hamilet ül-kübera que va tenir una segona part. També va escriure obres de geologia i un recull de proverbis.